# Biolística

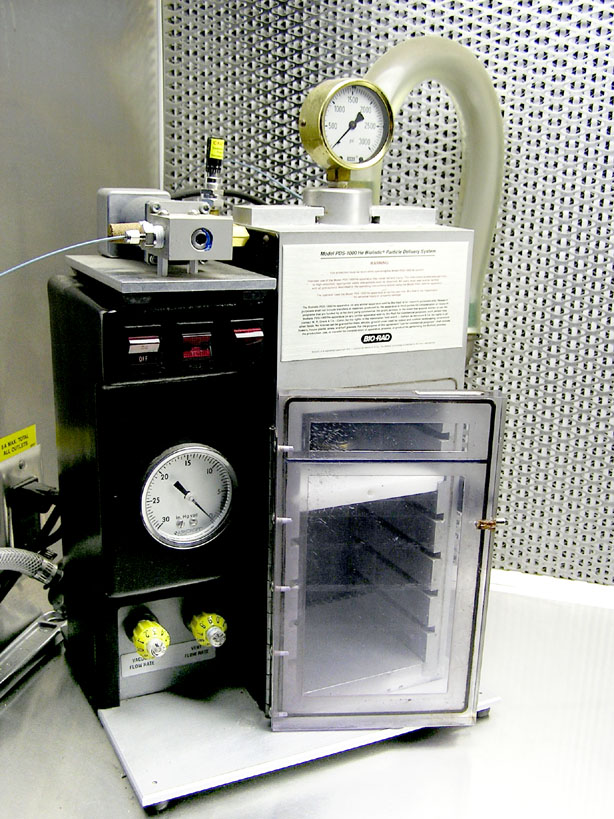
Cañón de ADN.

La biolística, también mal llamada biobalística, es un método de transferencia directa de genes en una célula, con el objetivo de crear organismos transgénicos. Es el método de transferencia directa más utilizado para transformar las células vegetales. Consiste en propulsar los genes de interés dentro de las células con la ayuda de un cañón de ADN, con lo cual se modifica el ADN de las células.
El término biolística deriva de un juego de palabras con la palabra balística.

## Principios
Se utilizan microesferas de metal cubiertas de ADN (bolas de oro o tungsteno de un micrómetro de diámetro). Se proyectan a enorme velocidad sobre las células que deben modificarse con el fin de cruzar su pared. Estas bolas se retrasarán progresivamente cruzando las distintas capas celulares. Algunas de las células alcanzadas van entonces a integrar espontáneamente los genes en su genoma. Pero el núcleo de la célula incluye el ADN de manera aleatoria.
Según las especies, el período que ha de transcurrir antes de obtener una raza transgénica estable puede variar de algunos días a varios meses. Este método se utiliza también para efectuar la transformación de los genomas de orgánulos, cloroplastos o mitocondrias. La transformación por biolística es una alternativa interesante a la transformación de las plantas por Agrobacterium tumefaciens, ya que no requiere secuencias exógenas para permitir la integración del fragmento de ADN.